# Stela de Carvalho
Stela Rosana Semedo de Carvalho mais conhecida como Stela Blindada Por Deus (Luanda, 14 de Dezembro de 1986)   é uma apresentadora angolana. , deu início a sua carreira como apresentadora em 2015  no programa Mais Consigo emitido no canal Zap Viva. 

## Carreira
Teve sua primeira aparição na televisão como repórter na gala Globo só na ZAP, logo após conquistou espaço como apresentadora no programa Mais Consigo do Zap Viva após ter sido contratada para assistente de conteúdos do programa, tendo revelado potencial para ir mais longe, acabando como apresentadora do programa Mais Consigo.
Juntamente com o músico di Cudz, Stela foi apresentadora nas duas edições do Unitel Estrelas ao Palco.
Durante 3 anos Stela apresentou o programa Viva Tarde, sendo substituída posteriomente pela apresentadora Carla Djamila.
Stela deixou de apresentar o programa Viva Tarde e passou então a trabalhar por trás das câmeras na área de produção do programa Viva Tarde.
Stela de Carvalho teve o seu regresso como apresentadora com o programa O momento da Blindada que teve a sua estreia no dia 20 de Abril de 2020.
Stela foi ainda considerada a melhor apresentadora do canal Zap Viva, pelo Globos ZAP.
Nos finais de 2023, Stela deixa o ZAP Viva, após 8 anos de casa e parceria. Em 2024, começa a comandar o programa Blindada na TV Zimbo.

## Vida pessoal
Stela de Carvalho é formada em Gestão e Marketing e é mãe de 4 filhos, Edssana, Alexandre, Aquiles e Isabel Francisco. Stela é casada com também apresentador Vladimir Candeia Magalhães mais conhecido como Benvindo Magalhães, um dos rostos mais conhecido na Televisão Pública de Angola. 

## Filmografia

### Televisão
| Ano           | Título                   | Cargo/Personagem | Nota            |
| ------------- | ------------------------ | ---------------- | --------------- |
| 2015          | Globo só na ZAP          | Repórter         | gala            |
| 2015          | Mais Consigo             | Apresentadora    |                 |
| 2017–19       | Viva Tarde               | Apresentadora    |                 |
| 2018          | Unitel Estrelas ao palco | Apresentadora    | primeira edição |
| 2019          | Unitel Estrelas ao palco | Apresentadora    | segunda edição  |
| 2020-2023     | O momento da Blindada    | Apresentadora    |                 |
| 2024-presente | Blindada                 | Apresentadora    | TV Zimbo        |

### Video clips
| Ano  | Título                              | Cargo/Personagem | Nota |
| ---- | ----------------------------------- | ---------------- | ---- |
| 2017 | Matias Damasio - Matemática do Amor | Atriz            |      |
| 2018 | Yola Araújo - Encosta               | Ela mesma        |      |

## Prêmios e indicações
| Ano  | Prêmio                | Categoria            | Resultado |
| ---- | --------------------- | -------------------- | --------- |
| 2016 | Angola Fashion Awards | Apresentadora do ano | Venceu    |
| 2019 | Angola 35 Graus       | Entretenimento       | Venceu    |
| 2020 | Globos Zap            | Melhor Apresentadora | Venceu    |